# Saint-François-de-Sales
Saint-François-de-Sales är en kommun i departementet Savoie i regionen Auvergne-Rhône-Alpes i sydöstra Frankrike. Kommunen ligger i kantonen Le Châtelard som tillhör arrondissementet Chambéry. År 2022 hade Saint-François-de-Sales 176 invånare.

## Befolkningsutveckling
Antalet invånare i kommunen Saint-François-de-Sales
| Referens: INSEE |